# SN 2008Q
SN 2008Q – supernowa typu Ia odkryta 27 stycznia 2008 roku w galaktyce NGC 524. W momencie odkrycia miała maksymalną jasność 16,50m.